# Polyphylla
Polyphylla — рід великих жуків підродини хрущів. Темні надкрила вкриті світлими плямами чи смугами. Личинка розвивається в ґрунті від 2 до 5 років, рослиноїдна. Понад 80 видів поширені в Європі, Азії, Північній Африці, Північній Америці. У Північній Америці приблизно 50 видів. Деякі види завдають шкоди сільському господарству, підгризаючи корені чи листя культурних рослин.
Рід розділяють на кілька підродів, серед яких:
- Granida Motschulsky, 1861
- Grananoxia Brenske, 1890
- Mesopolyphylla
- Polyphylla s. str. Harris, 1841
- Xerasiobia

В Україні рід представлений 2 видами.